# SN 2004hg
SN 2004hg – supernowa typu Ia odkryta 16 listopada 2004 roku w galaktyce A023455-0830. W momencie odkrycia miała maksymalną jasność 22,70m.